# Henry-Martin Klemt

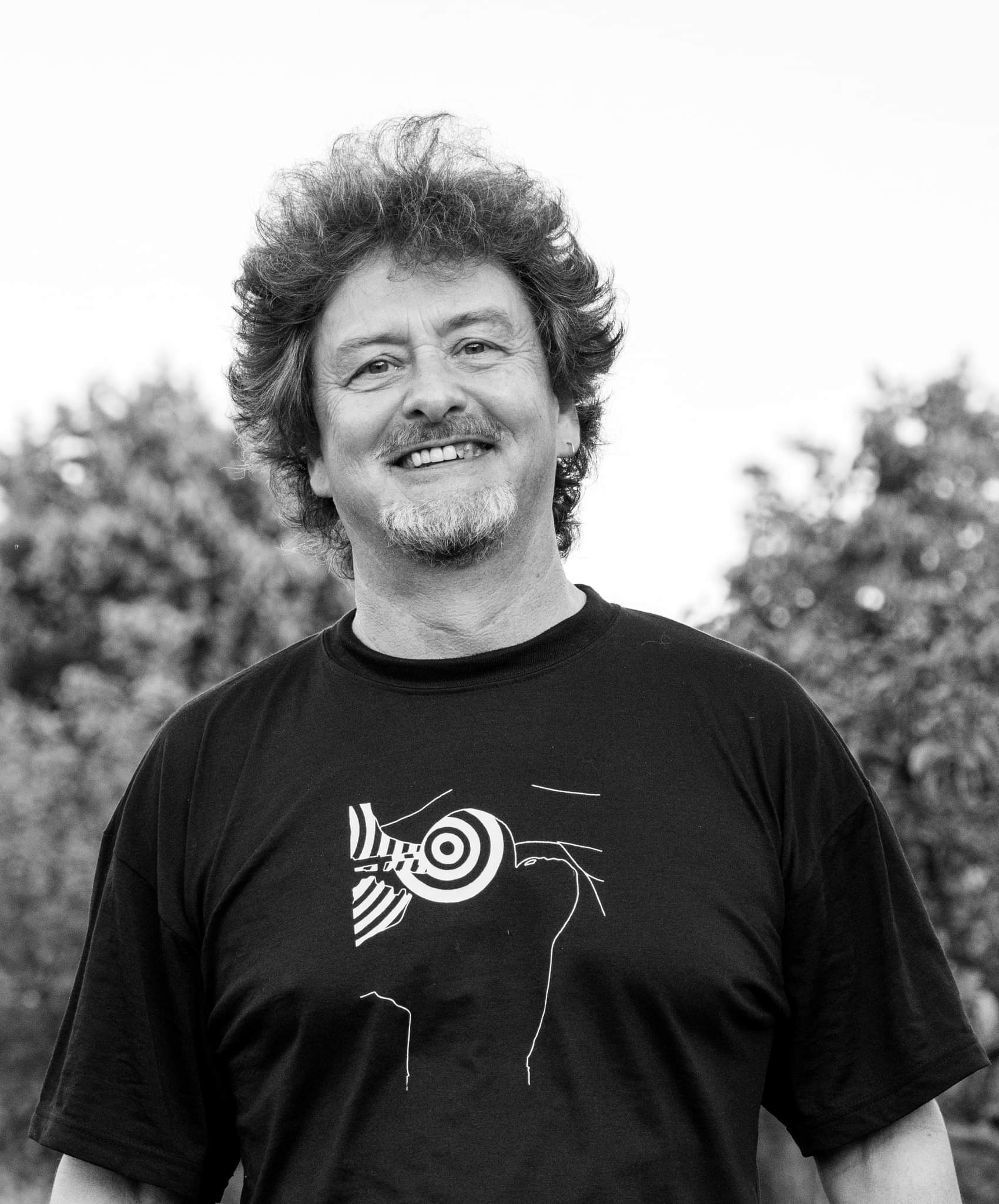
Henry-Martin Klemt

Henry-Martin Klemt (* 1960 in Berlin) ist ein deutscher Schriftsteller, Lyriker und Journalist.

## Leben
Henry-Martin Klemt ist 1960 in Berlin geboren. Er ist Lyriker, Liedtexter, Schriftsteller, Übersetzer und Journalist. Er ist verheiratet, hat zwei Kinder und lebt in Frankfurt (Oder).
Bereits während seiner Schulzeit begann er zu schreiben. Er absolvierte danach eine Ausbildung zum Facharbeiter für Drucktechnik, der sich ein Studium der Literatur am  Literaturinstitut „Johannes R. Becher“ in Leipzig anschloss. Klemt war als freier Schriftsteller, Bild- und Text-Journalist und Feuilletonredakteur einer Tageszeitung tätig.
Der künstlerische Durchbruch gelang ihm 1987 mit der Veröffentlichung eines Gedichtbandes in der Reihe Poesiealbum (Lyrikreihe).
Als freier Journalist arbeitete er für die Deutsche Presse-Agentur sowie für Tageszeitungen und Zeitschriften wie Neues Deutschland, Berliner Morgenpost, Berliner Zeitung, Junge Welt, Das Blättchen, Die Zeit, Westdeutsche Allgemeine Zeitung, Heilbronner Stimme, Die Tagespost, Märkische Allgemeine, Märkische Oderzeitung und weitere Print- und Onlinemedien. Derzeit arbeitet er als Redakteur.
Zudem wird er als Übersetzer und Nachdichter tätig. Seine bedeutendsten Nachdichtungen sind das Requiem von Anna Andrejewna Achmatowa sowie Gedichte von Vadim Sidur.
Er publiziert auf der Online-Plattform und in der Zeitschrift Utopie Kreativ der Rosa-Luxemburg-Stiftung sowie der Zeitschrift Das Blättchen zum Wirken und Leben des Liedermachers Gerhard Gundermann, mit dem er persönlich bekannt war und sich auch nach dessen Tod künstlerisch und persönlich verbunden fühlt.
Nach früheren vereinzelten Artikeln für Das Blättchen schreibt er seit Herbst 2011 regelmäßig Lyrik, Essays und Rezensionen für diese Zeitschrift.
Als Liedtexter war er an der Produktion von 15 CD verschiedener Musiker und Bands beteiligt. Über Jahre hinweg textet er für die Gruppe Quijote (Chemnitz), den Liedermacher Frank Viehweg und das Duo Steinlandpiraten, mit denen zusammen er ebenfalls auftritt.

## Schriften (Auswahl)

### Als Autor
- Poesiealbum 242. Verlag Neues Leben, Berlin 1987, ISBN 978-3-355-00521-0.
- Freiheit riecht nach Verbranntem – Gedichte, Nacht- und Morgenlieder. Mit Fotos von Peter Frenkel, Edition Rotdorn, Potsdam 1997, ISBN 978-3-931811-04-4.
- Menschenherz – Tagtraum, Lichtblick, Nachtgesang. Verlag Die Furt, Jacobsdorf 2002, ISBN 978-3-933416-23-0.
- mit Mathias Kapke: Hautkontakte – Aktbild- und Gedichtband. viademica.verlag, Berlin 2004, ISBN 978-3-932756-95-5.
- Was ich will – Lieder und andere Begegnungen. Mit einem Vorwort von Frank Viehweg, Publishers Werbeagentur Medien & Verlag GmbH, Frankfurt (Oder) 2008, ISBN 978-3-9812358-0-7.
- Lyrik der DDR. Heinz Ludwig Arnold und Hermann Korte (Hrsg.), Antologie, S. FISCHER, Frankfurt am Main 2009, ISBN 978-3-10-001533-4.
- mit Peter Segler (zugl. Hrsg.), Antje Arnold, Michael Hofmann, Dirk Becker, Martin Dragosits u. a.: Herbst-Träume – Literarische Wortmeldungen zu den Herbsten 1989/1990 in deutschen Landen. Anthologie, Peter-Segler-Verlag, Freiberg/Sachs. 2015, ISBN 978-3-931445-25-6.
- wurzelland.wo – Gedichte. Books on Demand, Norderstedt 2016, ISBN 978-3-7392-2713-9.
- Das Licht des 13. Mondes – Äthiopisches Tagebuch. BoD, Norderstedt 2016, ISBN 978-3-7431-2785-2.
- Flatterherz – Liebesgedichte. tredition, Ahrensburg 2016, ISBN 978-3-7345-1096-0.
- mit Sigune Schnabel, Günter Kunert, Ulrich Grasnick, Marko Ferst u. a.: Bis dein Blick Meer wird – Gedichte. BoD, Norderstedt 2019, ISBN 978-3-7504-0899-9.
- Ungeduldig ist das Leben – 99 neuere Lieder. BoD, Norderstedt 2022, ISBN 978-3-7557-6814-2.

### Als Herausgeber
- Eva Schönewerk: Liebe muß der Wahrheit Schwester sein – Die Gedichte. BoD, Norderstedt 2015, ISBN 978-3-7392-2438-1.
- Klaus-Dieter Schönewerk: Museum für Wunder – Die Gedichte. BoD, Norderstedt 2015, ISBN 978-3-7392-2476-3.

## Auszeichnungen
Klemt ist insbesondere für sein lyrisches Schaffen mehrfach ausgezeichnet worden. Als bedeutsame Literaturpreise erhielt er folgende Ehrungen:
- den Reinhard Weisbach Preis 1982

- den Hans Weber Förderpreis 1989

- Stipendium des brandenburgischen Ministeriums für Wissenschaft, Forschung und Kultur 1996

- Ehm-Welk-Literaturpreis 1996[23]

- Preis des „Festivals Internazionale di Poesia 1997“ in Genua (Italien)[24]
- Mannheimer Heinrich-Vetter-Literaturpreis 2005[25]